# Архиепархия Гоа и Дамана
Архиепархия Гоа и Дамана (лат. Archidioecesis Goana et Damanensis) — архиепархия Римско-Католической церкви c центром в городе Гоа, Индия. В митрополию Гоа и Дамана входит епархия Синдхудурга. Кафедральным храмом архиепархии Гоа и Дамана является собор Святой Екатерины.

## История
31 января 1533 года Римский папа Климент VII учредил епархию Гоа, выделив её из епархии Фуншала. В этот же день епархия Фуншала была возведена в ранг архиепархии и епархия Гоа вошла в митрополию Фуншала. Первоначально епархия Гоа распространяла свою юрисдикцию от мыса Доброй Надежды до Японии.
3 ноября 1534 года Римский папа Павел III буллой Aequum reputamus подтвердил образование епархии Гоа.
4 февраля 1558 года Римский папа Павел IV издал буллу Etsi sancta, которой возвёл в ранг архиепархии. В этот же день архиепархия Гоа передала часть своей территории для создания новых епархий Кочина и Малакки (сегодня — Архиепархия Сингапура).
13 декабря 1572 года Римский папа Григорий XIII выпустил бреве Pastoralis Officii Cura, которой присвоил архиепископам Гоа титул Патриарха Восточной Индии.
23 января 1576 года, 21 января 1612 года и в 1637 году архиепархия Гоа передала свою территория для возведения новых епархия Макао, апостольской администратуре Мадагаскара (сегодня — Архиепархия Мапуту) и апостольскому викариату Идалькана, Декана и Биджапура (сегодня — Архиепархия Бомбея).
1 сентября 1886 года Римский папа Лев XIII издал буллу Humanae salutis, которой упразднил архиепархию Кранганора, образовав на её территории архиепархию Дамана.
1 мая 1928 года архиепархия Дамана была упразднена буллой Inter Apostolicam. Часть упразднённой епархии отошла к архиепархии Гоа, которая была переименована в архиепархию Гоа и Дамана.
19 сентября 1953 года архиепархия Гоа и Дамана передала часть своей территории для новой епархии Белгаума.
1 января 1976 года Римский папа Павел VI выпустил буллу Ad nominum, которой отделил от митрополии Гоа и Дамана епархии Макао и Дили. В этот же день архиепархия Гоа и Дамана была лишена статуса митрополии.
25 ноября 2006 года Римский папа Бенедикт XVI вернул буллой Cum Christi Evangelii архиепархии Гоа и Дамана статус митрополии, присоединив к ней епархию Синдхудурга.

## Ординарии архиепархии
- епископ Франциск де Мелло (31.01.1533 — 27.04.1536);
- епископ Жоао де Альбукерке (11.04.1537 — 28.02.1553);
- архиепископ Гаспар де Леан Перейра (1560—1567);
- архиепископ Йорге Темудо (13.01.1567 — 1571);
- архиепископ Гаспар де Леан Перейра (1574 — 15.08.1576);
- архиепископ Генрик де Тавора-и-Брито (29.01.1577 — 17.05.1581);
- архиепископ Виценте де Фонсека (1583—1586);
- архиепископ Матеус де Медина (19.02.1588 0 1592);
- архиепископ Алежу де Менезеш (1595—1612) — назначен архиепископом Браги;
- архиепископ Кристован да Са-и-Лисбоа (3.05.1616 — 31.05.1622);
- архиепископ Себастьян де Сан-Педру (1625—1629);
- архиепископ Мануэль Теллеш (1631 — 4.07.1633);
- архиепископ Франциску душ Мартиреш (1636 — 25.11.1652);
  - Sede vacante (1652—1671);
- архиепископ Кристован да Силвейра (1670 — 3.04.1673);
- архиепископ Антониу Брандан (1675 — 6.07.1678);
- архиепископ Мануэль де Суса-и-Менезеш (20.09.1681 — 31.01.1684);
- архиепископ Алберту де Сан-Гонсало да Силва (1685 — 8.04.1688);
- архиепископ Агостинью да Аннунсиасан (1691 — 6.04.1713);
- архиепископ Себастьян де Андрада Песанья (1716 — 25.01.1721);
- архиепископ Инасиу де Санта Тереза (3.02.1721 — 13.02.1740);
- архиепископ Еугениу Тригеэрош (19.12.1740 — 22.04.1741);
- архиепископ Лоуренсу де Санта Мария (26.11.1742 — 17.01.1750);
- архиепископ Антониу Тавейра де Нейва Брум (26.11.1750 — 1773);
- архиепископ Франциску да Ассумпсан-и-Брито (20.12.1773 — 23.06.1783);
- архиепископ Маноэль да Санта Каталина (18.07.1783 — 10.02.1812);
- архиепископ Мануэль Санту Галдину (10.02.1812 — 15.07.1831);
  - Sede vacante (1831—1843)
- архиепископ Жоао Жозе да Силва Торреш (19.06.1843 — 17.02.1851);
  - Sede vacante (1851—1861)
- архиепископ Жоао Сристосомо де Аморим Пессоа (22.03.1861 — 17.11.1874);
- архиепископ Айреш де Орнелаш де Васконселош (23.07.1874 — 28.11.1880);
- архиепископ Антониу Себастьян Валенте (4.08.1881 — 25.01.1908);
- архиепископ Матеуш де Оливейра Хавьер (20.02.1909 — 19.05.1929);
- архиепископ Теотониу Эмануэле Виейра де Кастру (25.05.1929 — 16.05.1940);
- кардинал Жозе да Коста Нунеш (11.12.1940 — 16.12.1953);
- архиепископ Жозе Виейра Алвернаш (16.09.1953 — 22.02.1975);
- архиепископ Франциску да Пьедаде Ребеллу (1966—1972);
- архиепископ Рауль Николау Гонсалвеш (30.01.1978 — 16.01.2004);
- кардинал Филиппе Нери Антониу Себастьян ду Розарио Ферран (12.12.2003 — по настоящее время).

## Источник
- Annuario Pontificio, Libreria Editrice Vaticana, Città del Vaticano, 2003, ISBN 88-209-7422-3
- Булла Aequum reputamus Архивная копия от 30 июля 2016 на Wayback Machine, Bullarium patronatus Portugalliae regum, T. I, стр. 148—152  (лат.)
- Булла Etsi Sancta Архивная копия от 30 июля 2016 на Wayback Machine, Bullarium patronatus Portugalliae regum, Т. I, стр. 191—192  (лат.)
- Bolla Humanae salutis Архивная копия от 4 апреля 2015 на Wayback Machine  (итал.)
- Булла Inter Apostolicam Архивная копия от 27 марта 2010 на Wayback Machine, AAS 20 (1928), стр. 247  (лат.)
- Булла Ad nominum Архивная копия от 27 марта 2010 на Wayback Machine, AAS 68 (1976), стр. 307  (лат.)
- Булла Cum Christi Evangelii Архивная копия от 4 марта 2016 на Wayback Machine, AAS 99 (2007), стр. 6  (лат.)